# Белонучкин, Олег Александрович
Олег Александрович Белону́чкин (1941—2003) — российский актёр театра, театральный деятель, Заслуженный артист Карельской АССР (1982), Народный артист Республики Карелия (2001).

## Биография
После окончания в 1963 году актёрского факультета Государственного института театрального искусства (ГИТИС) (курс И. М. Раевского) был зачислен в труппу Русского драматического театра Карельской АССР (Петрозаводск).
В 1968—1970 годах — актёр Волгоградского драматического театра им. Горького.
В 1970—1973 годах — актёр Русского драматического театра Литовской ССР.
В 1973—1986 годах, вернувшись в Петрозаводск, играл на сцене Русского драматического театра Карельской АССР.
В 1986—1989 годах работал в Карельской государственной филармонии. В эти годы принимал деятельное участие в организации создания и становления театра «Творческая Мастерская». Член правления Союза театральных деятелей Российской Федерации (1988).
В 1990—1994 годах — министр культуры Республики Карелия, в 1994—1998 годах — советник по вопросам культуры при Председателе правительства Республики Карелия. Избирался депутатом Верховного Совета Республики Карелия XII созыва (1990—1994).
С 1999 года — актёр театра «Творческая Мастерская».

## Театральные работы
- «Между ливнями» А. Штейна — Иван Позднышев
- «Бруски» Ф. Панфёрова — следователь
- «Дело, которому ты служишь» Ю. Германа — учёный
- «Возраст расплаты» Л. Жуховицкого — Володя
- «В ночь лунного затмения» М. Карима — Акьегет
- «Мещане» М. Горького — Нил
- «Мастера» Р. Стоянова — мастер Живко
- «Странная миссис Сэвидж» Д. Патрик — Джеффри
- Тодорос («Ищу правую руку» Д. Псафаса)
- Виктор («Варшавская мелодия» Л. Зорина)
- Мэкки-нож («Трёхгрошовая опера» Б. Брехта)
- Александр («Последние» М. Горького)
- Кречинский («Свадьба Кречинского» А. В. Сухово-Кобылина)
- Войницкий («Дядя Ваня» А. П. Чехова)
- Олег Баян («Клоп» В. В. Маяковского)
- Шаманов («Прошлым летом в Чулимске» А. Вампилова
- Барон («Скупой рыцарь» А. С. Пушкина)
- Риццио («Мария Стюарт» Ю. Словацкого)
- Сальери («Моцарт и Сальери» А. С. Пушкина)
- Старик («Утренняя фея» А. Касоны)
- Тодорос Парлас («Требуется лжец» Д. Псафаса)
- «Лео и Леонора» (роль Лео, 2001)
- «Бесы» (роль Степана Трофимовича Верховенского, 2001)
- «Вишнёвый сад» (роль Симеонова-Пищика, 2002)

## Фильмография
- 1978 - «Цветение несеянной ржи» - начальник колонии
- 1984 - «Челюскинцы» - Валериан Куйбышев
- 2003 - «Как в старом детективе» - Загорский

## Семья
Супруга — Е. Ю. Бычкова (Белонучкина) (род. 1940) — Народная артистка Республики Карелия, Заслуженная артистка Российской Федерации.